# Renhe Zhen (köping i Kina, Yunnan, lat 22,95, long 104,29)
Renhe Zhen (kinesiska: 仁和, 仁和镇) är en köping i Kina. Den ligger i provinsen Yunnan, i den sydvästra delen av landet, omkring 290 kilometer sydost om provinshuvudstaden Kunming.
Genomsnittlig årsnederbörd är 2 402 millimeter. Den regnigaste månaden är juli, med i genomsnitt 536 mm nederbörd, och den torraste är februari, med 29 mm nederbörd.